# Karl Feiden
Karl Feiden (* 22. Juli 1934) ist Pharmazeut, Fachapotheker für Öffentliches Gesundheitswesen, Lebensmittelchemiker und Referent in verschiedenen Landes- und Bundesministerien.

## Leben
Feiden studierte nach einer Ausbildung zum Lebensmittelchemiker Pharmazie und wurde 1963 an der Universität Bonn promoviert. Bis 1965 war er bei der Bezirksregierung Koblenz für das Apotheken-, Arzneimittel- und Lebensmittelwesen zuständig und führte Betriebsüberwachungen in Apotheken, pharmazeutischen Großhandlungen und Industriebetrieben durch. Anschließend wechselte er in das Bundesministerium für Gesundheit in das Referat „Apothekenwesen und Gifte“. 1972 wurde er in das Sozialministerium nach Stuttgart versetzt und zum Ministerialrat ernannt, bis 1973 war er Referatsleiter für Arzneimittel und Lebensmittel in der Landesregierung Baden-Württemberg.
Anschließend war er Leiter des Referates „Entwicklung, Herstellung, Zulassung und Qualitätskontrolle von Arzneimitteln“ am Bundesministerium für Jugend, Familie und Gesundheit. Er wirkte an verschiedenen, die Ausbildung des pharmazeutischen Personals betreffenden Ordnungen mit. Ihm wurde die fachliche Vorbereitung der Reform des Arzneimittelrechts übertragen, die zum Arzneimittelgesetz von 1976 führte. Schwerpunkt seiner Arbeit war danach die Harmonisierung des Arzneimittelrechts in Brüssel.
Zuletzt war er Mitglied des Verwaltungsrates der Europäischen Arzneimittel-Agentur in London. Seit 30 Jahren bearbeitet er fachlich den zwölfbändigen Kommentar zum Arzneimittelrecht Kloesel/Cyran und ist Herausgeber der zehnbändigen Sammlung „Arzneimittelprüfrichtlinien“.
Feiden initiierte die Einführung der Good Manufacturing Practice-Regeln in die Betriebsverordnung für Pharmazeutische Unternehmer.

## Auszeichnungen
Feiden ist Träger des Verdienstkreuzes am Bande des Verdienstordens der Bundesrepublik Deutschland als auch des Großen Ehrenzeichens für Verdienste um die Republik Österreich. Weiterhin wurde ihm unter anderem 2002 die Walter-Cyran-Medaille der Deutschen Gesellschaft für Regulatory Affairs verliehen.

## Werke
- Literatur von und über Karl Feiden im Katalog der Deutschen Nationalbibliothek
- Arzneimittelprüfrichtlinien: Sammlung nationaler und internationaler Richtlinien, Federf. hrsg. von Karl Feiden, Stuttgart: Wissenschaftliche Verlagsgesellschaft mbH, 2007 (wird laufend ergänzt und aktualisiert), ISBN 978-3-8047-2433-4.
- Karl Feiden, Helga Blasius: Doping im Sport: Wer – womit – warum. Stuttgart: Wissenschaftliche Verlagsgesellschaft mbH, 2008, ISBN 978-3-8047-2440-2.
- Karl Feiden (Hrsg.), Hermann-Josef Pabel (Hrsg.), Valentin Sallfrank (Red. Betreuung): Arzneimittelrecht-CD: Arzneimittelrecht Kommentar, Arzneimittelprüfrichtlinien, Stuttgart: Wissenschaftliche Verlagsgesellschaft mbH, 2008, ISBN 978-3-8047-2389-4.
- Arzneimittelrecht – Kommentar: mit amtlichen Begründungen, weiteren Materialien und einschlägigen Rechtsvorschriften sowie Sammlung gerichtlicher Entscheidungen, begründet von Arno Kloesel, Walter Cyran, fortgeführt von Karl Feiden, Hermann Josef Pabel, Stuttgart: Deutscher Apotheker Verlag, 2008 (wird laufend ergänzt und aktualisiert), ISBN 978-3-7692-4656-8.